# Frauenquote
Frauenquote (und allgemein Geschlechterquote oder Genderquote) bezeichnet eine geschlechterbezogene Quotenregelung bei der Besetzung von Gremien oder Stellen. Der angestrebte Zweck der Frauenquote ist die Gleichstellung von Frauen und Männern in Gesellschaft, Politik, Wirtschaft und Kultur.
Frauenquoten werden seit den 1980er Jahren als wesentliches Instrument der Personalpolitik verstanden und sind bei der Vergabe politischer Ämter mit dem Proporz vergleichbar. Die Einführung von Quoten für einige politische Gremien und Teile des öffentlichen Dienstes wurde in vielen europäischen Ländern durchgesetzt. Frauenquoten in der Privatwirtschaft werden kontrovers diskutiert.

## Berechnung
Die Frauenquote errechnet sich als Anteil der Frauen im Verhältnis zur gesamten Anzahl der Mitarbeiter durch
{\displaystyle {\text{Frauenquote}}={\frac {\text{Anzahl Frauen}}{\text{Anzahl Mitarbeiter}}}}.
Wenn also zum Beispiel in einem Unternehmen 36 Mitarbeiter arbeiten und davon 27 Frauen sind, so beträgt die Frauenquote als Prozentsatz demnach
{\displaystyle {\frac {27}{36}}=75\,\%}.

## Gesellschaftspolitischer Hintergrund

### Völkerrechtliche Grundlagen
Basis der Quotenregelung ist die allgemeine Umsetzung der Frauenrechte. Das Übereinkommen zur Beseitigung jeder Form von Diskriminierung der Frau (CEDAW) der Vereinten Nationen von 1980 formuliert die Übereinkunft, „mit allen geeigneten Mitteln unverzüglich eine Politik zur Beseitigung der Diskriminierung der Frau zu verfolgen“.
Der UN-Ausschuss über wirtschaftliche, soziale und kulturelle Rechte (CESCR) zeigte sich in seinem Abschlussbericht der Genfer Tagung im Mai 2011 besorgt über die anhaltende Benachteiligung von Frauen auf dem deutschen Arbeitsmarkt und empfiehlt, im öffentlichen Sektor eine Quote einzurichten sowie die Einhaltung der Arbeitsmarktgesetze im privaten Sektor genauer zu überwachen.

### Gründe
Argumente für Quotenregelungen sind unter anderem:
- Gerechtigkeitsaspekte (bessere gesellschaftliche Teilhabe für Frauen)
- makroökonomische Gründe (Ausschöpfung des vorhandenen Humankapitals)
- mikroökonomische Gründe (angenommener positiver Zusammenhang zwischen Geschlechterdiversität und Unternehmenserfolg)

Quotenregelungen basieren auf der Annahme, dass ein höherer Anteil unterrepräsentierter Gruppen, z. B. Frauen, in bestimmten Positionen ökonomisch sinnvoll ist. Demnach stellen Frauen die Hälfte der Bevölkerung dar und daher auch die Hälfte des Talents. Hierbei wird davon ausgegangen, dass die Verteilung der relevanten Fähigkeiten völlig unabhängig vom Geschlecht ist. Der Frauenanteil der Führungskräfte in vielen Berufen ist geringer als der Anteil der weiblichen Mitarbeiter oder Berufseinsteiger der jeweiligen Branche. Eine schwedische Studie weist auf das möglicherweise ungenutzte Potenzial für mehr Wirtschaftswachstum hin, wenn die Geschlechterdifferenzen auf dem Arbeitsmarkt nicht ausgeglichen werden.
Frauenquoten erhöhen die Attraktivität eines Arbeitgebers bei Frauen, verschlechtern diese aber im Gegenzug bei Männern.
Weibliche Vorbilder in traditionell männlich dominierten Berufen und Branchen können für Mädchen entstehen, die sich in der Berufswahl an der Umwelt orientieren. Dies könnte helfen, den vorausgesagten Fachkräftemangel in den Naturwissenschaften und Ingenieursberufen, u. a. in Deutschland, zu lindern. Auch werden Frauen sich mit einer stärkeren Lobby dem Thema der weiterhin bestehenden Ungleichheit des Erwerbseinkommens zwischen Männern und Frauen annehmen.
Befürworter von Frauenquoten nehmen an, dass Frauen in Führungspositionen das Unternehmensresultat verbessern. Dies ist unter Ökonomen jedoch umstritten, denn Unternehmensresultat und Governance hängen nicht direkt kausal zusammen, sondern es könnte auch sein, dass erfolgreiche Unternehmen eine Unternehmenskultur haben, die für die bessere Performance verantwortlich ist und zugleich mehr Frauen einstellt. Wenn keine kritische Masse erreicht wird, dann ist der Einfluss von einer Frau auf die Entscheidungen und die Entscheidungskultur verschwindend gering.

### Höhe der Quote
Studien in Psychologie und Verhaltenswissenschaften zeigen, dass man eine kritische Masse von Frauen braucht, um Vielfaltseffekte zu erreichen. Dabei scheinen drei oder mehr Frauen eine Gruppe von Grund auf zu verändern und verbessern die Gouvernanz derselben. Durch die Anzahl der Frauen ist keine Frau mehr verpflichtet, den „weiblichen Blickwinkel“ zu vertreten, und es wird klar, dass sie untereinander nicht immer einig sind. Die weibliche Art, mehr Fragen zu stellen und verschiedene Themen anzusprechen, wird zur Norm.
Daher werden im Allgemeinen Quoten von mindestens 30 bis 40 % gefordert. Auch kommen diese Forderungen zustande, damit eine Quotenregelung nicht lange gelten muss, sondern lediglich dazu dient, strukturelle und geschlechterdiskriminierende Mechanismen zu überwinden. Durch eine Frauenquote werden genug Frauen in Gremien vertreten sein, um evaluieren zu können, ob sich ihre Leistung von der der männlichen Kollegen positiv oder negativ unterscheidet.

## Arten von Frauenquoten
Frauenquoten können nach verschiedenen Aspekten unterschieden werden. Heide Pfarr unterscheidet:
- Quoten ohne und mit Qualifikationsbezug
  - Starre Quoten: Für die Besetzung der Stelle oder des Platzes wird eine Quote festgelegt, die unabhängig von Qualifikationsanforderungen einzuhalten ist
  - Quote mit Mindestanforderungen: Bis zur Erfüllung der Quote sind Frauen einzustellen, sofern die Bewerberin definierte Mindestanforderungen erfüllt
  - Quoten mit vorrangiger Berücksichtigung bei gleicher Qualifikation
  - Quoten mit vorrangiger Berücksichtigung bei gleichwertiger Qualifikation: Hier können auch andere, insbesondere frauenspezifische Formen der Qualifikation Berücksichtigung finden
- Grad der rechtlichen Bindung der Quoten
  - Rechtlich bindende Quoten: Die Einhaltung der Quote ist rechtlich verbindlich
  - Wirtschaftlich bindende Quoten: Bei Einhaltung der Vorteile entstehen der Organisation finanzielle Vorteile (Subventionen, Aufträge). So kann in Vergaberichtlinien die Einhaltung einer Quote gefordert werden
  - Quote als Orientierungsmaßstab: Ohne rechtliche Bindewirkung
- Verfahrensmäßige Unterscheidung von Quoten
  - Zielvorgabe für Funktionsgruppen: Es wird festgelegt, dass in einer bestimmten Zeit ein bestimmtes Geschlechterverhältnis zu erreichen ist, ohne dass Vorgaben über den Weg gemacht werden
  - Zielvorgaben bezüglich der Einstellung: Hier wird ein Anteil der einzustellenden Frauen vorgegeben
- Bezugsgrößen von Quoten
  - Willkürlich festgesetzte Quoten
  - Quoten gemäß dem Anteil der Geschlechter in der Bevölkerung
  - Quoten gemäß dem Anteil der Geschlechter bei den erwerbsfähigen Personen
  - Quoten gemäß dem Anteil der Geschlechter beim Abschluss von Schulstufen/Hochschulen
  - Quoten gemäß dem Anteil der Geschlechter nach bestimmter Berufs- oder Hochschulausbildung
  - Quoten gemäß dem Anteil der Geschlechter bei den Bewerbungen für konkrete Positionen[16]

### Absolute Quotenregelung
Bei einer absoluten Quotenregelung werden Frauen so lange prinzipiell bevorzugt behandelt, bis die angestrebte Frauenquote von x % im entsprechenden Gremium erreicht ist. Diese Art der Quotenregelung ist die umstrittenste, da männliche Kandidaten diskriminiert werden, wenn sie unabhängig von ihrer Qualifikation keinen Posten oder ein Amt erhalten.
- Harte Quote bezeichnet die Regelung, dass bei einer mindestens 50-%-Quotierung nur so viele Männer gewählt werden können, wie Frauen gewählt wurden.
Beispiel: Zehn Plätze (fünf Frauenplätze und fünf offene Plätze). Wurden fünf Frauen gewählt, dann können bis zu fünf Männer auf den offenen Plätzen gewählt werden. Wurden jedoch nur vier Frauen gewählt (da z. B. es beispielsweise nicht genügend Bewerberinnen gab), dann können nur bis zu vier Männer auf die offenen Plätze gewählt werden. Zwei Plätze bleiben dann bis zur nächsten Wahl unbesetzt.
- Weiche Quote bezeichnet die Regelung, dass bei einer mindestens 50-%-Quotierung auf der Hälfte der zu besetzenden Plätze ausschließlich Frauen kandidieren dürfen.
Beispiel: Zehn Plätze (fünf Frauenplätze und fünf offene Plätze). Es können alle fünf offenen Plätze mit Männern besetzt werden, auch wenn nur vier Frauen auf die Frauenplätze gewählt werden. Der eine offene Frauenplatz bleibt dann bis zur nächsten Wahl unbesetzt. Über Ausnahmen dieser Art entscheidet in der Regel eine Frauenversammlung.

### Relative Quotenregelung
Diese Quotenregelung ist meist so formuliert, dass bei gleicher Qualifikation eine Bewerberin einem Bewerber vorgezogen werden soll, bis ein Frauenanteil von x % im entsprechenden Gremium erreicht ist. Dies ist in den meisten Fällen die praktizierte Regelung. Einige Feministinnen kritisieren eine solche Regelung, da ihrer Meinung nach die Bedingung „gleiche Qualifikation“ zu viel Interpretationsspielraum lasse und in vielen Fällen dazu führe, dass die Kandidatin nur dann eingestellt werde, wenn sie deutlich höher qualifiziert sei als der Kandidat.

### Instrumente bei Quorum und Votum
Neben der Frauenquote gibt es ein Frauenquorum hinzu, das Frauen einen gleichen Anteil von Redebeiträgen bei Versammlungen sichern solle (paritätische Redeliste). Grüne und Grüne Jugend, Jusos u. a. praktizieren darüber hinaus das Frauenvotum.

### Implizite Quote
In einer Studie wurde gezeigt, dass Anzahl und Verteilung von Frauen auf verschiedene Institute nicht den statistischen Erwartungswerten entsprechen – es gibt deutlich mehr Institute mit einer oder zwei Frauen, als zu erwarten wäre. Die Autoren vermuten, dass an einigen deutschen Universitäten bereits eine implizite, also unausgesprochene Frauenquote existiert
Auch bei S&P 1500 Vorständen konnte dieser Effekt festgestellt werden, dabei konnte auch nachgewiesen werden, dass ein Zusammenhang zwischen der Medienpräsenz des Unternehmens und der Ausprägung dieses Effekts besteht. Die Anzahl der Frauen hängt nach dieser Studie stark mit den vorherrschenden sozialen Normen zusammen, und die Wahrscheinlichkeit für die Besetzung einer weiteren Frau sinkt signifikant, sobald die gesellschaftliche Norm (nach dieser Studie wären das aktuell zwei Frauen) erfüllt wurde.

## Umsetzung von Frauenquoten
Umsetzungen von Frauenquoten erfolgen in unterschiedlichen Bereichen, insbesondere in der Politik bei der Besetzung von Wahlämtern und -Mandaten und in der Wirtschaft bei der Besetzung von Stellen, vor allem von leitenden Stellen und Aufsichtsräten.

### In der Politik
Der Prozess der Auswahl von politischen Amts- und Mandatsträgern (z. B. Abgeordneten) erfolgt in mehreren Schritten: Aus der Bevölkerung finden sich politisch Interessierte, eine Auswahl davon wird zu Kandidaten nominiert und davon wird wiederum ein Teil zu Abgeordneten gewählt. Quoten können auf Ebene jeder dieser Schritte festgesetzt werden. Eine Quote für politisch Interessierte ist natürlich nicht möglich und kommt nicht vor. Quotenregelungen für Kandidaten und Abgeordnete sind jedoch in einigen Ländern zu finden.
In 23 Ländern bestehen gesetzliche Kandidatenquoten. 12 davon liegen in Lateinamerika, in Europa haben lediglich Belgien und Frankreich gesetzliche Kandidatenquoten. Daneben haben viele Parteien freiwillige Kandidatenquoten bei der parteiinternen Kandidatenaufstellung beschlossen.
Auch bei der eigentlichen Wahl der Abgeordneten gibt es in einigen Ländern gesetzliche Quotenregelungen, überwiegend in Form von für Frauen reservierten Sitzen. In einigen Staaten sind Sitze im Parlament für spezielle Gruppen vorgesehen. Vielfach dient dies der Repräsentation ethnischer Minderheiten, es gibt aber auch Staaten mit einer Quote von Mandaten, die für Frauen reserviert sind. Es handelt sich hierbei selten um demokratische, sondern meist um halb-demokratische oder autoritäre Staaten (beurteilt nach der Bewertung von Freedom House). So sind in Kenia 6 von 224 Sitzen und in Uganda 56 von 295 Sitzen für Frauen reserviert. Solche Frauenquoten finden sich auch in Bangladesch, Niger und Tansania. Der einzige demokratische Staat darunter ist Taiwan; hier handelt es sich jedoch um einen Überrest der bisherigen halbdemokratischen Verfassung. Auch prozentuale Quoten kommen vor. In Tunesien müssen die Parteien 50 % weibliche Kandidaten aufstellen; in Dschibuti sind 10 % der Parlamentsmandate für Frauen reserviert. Solche gesetzlichen Quotenregelungen kommen fast nie in Staaten mit einem Mehrheitswahlrecht und 1-Personen-Wahlkreisen vor.
Bei der Wahl zum Europaparlament sind in fünf Staaten gesetzliche Kandidatenquotenregelungen getroffen worden. Neben Frankreich und Belgien sind dies Spanien, Portugal und Slowenien.

#### Deutschland
Die KPD konkretisierte auf ihrer dritten Reichsparteikonferenz im Oktober 1932 einen Beschluss des XII. EKKI-Plenums: „Ein Viertel bis ein Drittel der BL [Bezirksleitung] müssen Genossinnen sein.“ Die Grünen führten bei ihrer Parteigründung 1979 eine Frauenquote ein: Mindestens die Hälfte aller Mandate und Parteiämter sollen weiblich besetzt sein. Die SPD beschloss 1988 eine 33-Prozent-Geschlechterquote für Ämter und Mandate und steigerte diese 1998 auf 40 %. Die CDU diskutierte im Dezember 1994 einen Anteil von einem Drittel und führte 1996 ein sogenanntes Frauenquorum ein. Die Partei Die Linke beschloss eine Frauenquote, die vorsieht, dass alle Ämter mit einem Frauenanteil von mindestens 50 % besetzt werden, genau wie die Reservelisten zu den verschiedenen Parlamentswahlen. Die Quoten führten dazu, dass die Frauenanteile in den Führungsgremien aller dieser Parteien deutlich über den Frauenanteilen unter den Mitgliedern der jeweiligen Partei liegen. Durch die Einführung von Quotenregelungen stieg der Frauenanteil im deutschen Bundestag, der seit der Gründung der Bundesrepublik bis zum Jahre 1987 durchgehend nur 6 bis maximal 10 % betrug, innerhalb von neun Jahren bis 1998 stark auf 31 % an. Er liegt seitdem kontinuierlich zwischen 31 und 37 %. Die CSU hat an ihrem Parteitag am 29. Oktober 2010 beschlossen, dass künftig oberhalb der Orts- und Kreisverbände in den CSU-Gremien 40 % der Ämter mit Frauen besetzt werden. Auf Orts- und Kreisebene gilt die Regelung als unverbindliche Empfehlung. Am 31. Januar 2019 beschloss der Landtag Brandenburg eine gesetzliche Frauenquote von 50 % für Wahllisten ab dem Jahr 2020. Dieser Beschluss wurde vom Verfassungsgericht Brandenburgs jedoch am 23. Oktober 2020 als verfassungswidrig und daher nichtig eingestuft. Am 8. Juli 2020 einigte sich die Struktur- und Satzungskommission der CDU auf eine Frauenquote für Parteiämter und Mandatsanwärter. Das Quotenmodell schreibt ab 2021 stufenweise einen Mindestanteil Frauen in Vorstandgremien ab der Kreisebene vor. Zunächst soll eine 30-Prozent-Quote gelten, ab 2023 sollen 40 Prozent und ab 2025 voll Parität vorgeschrieben sein.

#### Ecuador
Für die Verfassunggebende Versammlung Ecuadors 2007/08 galt ein Quotengesetz, wonach sich männliche und weibliche Kandidaten auf den Listenplätzen abwechseln mussten.

#### Indien
Das Parlament in Neu-Delhi beschloss im März 2010 eine Frauenquote für die Abgeordneten im Nationalparlament sowie in den Regionalparlamenten der indischen Bundesstaaten. Zukünftig müssen landesweit Parlamente zu einem Drittel aus Frauen bestehen.

#### Namibia
In Namibia gibt es keine gesetzliche Verankerung einer Frauenquote in der Politik. Die seit 1990 alleinherrschende SWAPO hat sich bereits 2014 eine interne Quote von 50 Prozent Frauen in der Parteiführung sowie bei den Abgeordneten auferlegt. Diese wird seitdem umgesetzt; u. a. im Kabinett Nandi-Ndaitwah seit dem 22. März 2025 werden acht der 14 Ministerien von Frauen geführt und in den vier höchsten Positionen des Staates sind ebenfalls zwei Frauen vertreten.

#### Schweiz
Politische Parteien wie die SP und die GPS haben für ihre eigenen Entscheidungsgremien und Wahllisten – sofern genügend Kandidatinnen zur Verfügung stehen – absolute Geschlechterquoten von 50 % eingeführt.

#### Tunesien
Bei den Wahlen zur tunesischen Volksrepräsentantenversammlung müssen die Parteien auf allen Wahlkreislisten nach dem Reißverschlussverfahren abwechselnd Männer und Frauen aufstellen, wobei die ersten Listenplätze jeweils beiden Geschlechtern offensteht. Durch diese Frauenquote hat die Volksrepräsentantenversammlung den höchsten Frauenanteil in der arabischen Welt: 68 von 217 Abgeordneten sind weiblich, ca. 31 %.

### In der Wirtschaft

#### Europäische Union
Im Europarecht ist Art. 157 Abs. 4 AEUV (Vertrag über die Arbeitsweise der Europäischen Union) einschlägig. Die EU-Richtlinien zur Gleichstellungspolitik der Europäischen Union, insbesondere die Gleichbehandlungsrahmenrichtlinie 2000/78/EG definieren den Begriff mittelbare Diskriminierung als lediglich „dem Anschein nach neutrale Vorschriften, Kriterien oder Verfahren“.
Nach dem EuGH-Urteil Kalanke gegen Stadt Bremen entsprachen „automatische“ Bevorzugungen von Bewerberinnen nicht dem Gemeinschaftsrecht. Im Urteil Marschall gegen Land Nordrhein-Westfalen präzisierte der EuGH, dass eine Bevorzugung von Frauen bei bestehender Unterrepräsentation und bei gleicher Qualifikation dennoch keine Benachteiligung des männlichen Bewerbers darstellt, wenn mit einer Öffnungsklausel geprüft wird, ob in der Person des Mitbewerbers gelegene Gründe vorliegen. Solche Gründe dürfen allerdings nicht in sich diskriminierend sein.
Hierzu wird heute versucht, Stellenausschreibungen oder politische Mandate im Sinne einer affirmative Action geschlechtsneutral (also nicht mittelbar diskriminierend) bzw. zweigeschlechtlich zu formulieren, um den Anteil an wahlfähigen Kandidatinnen zu erhöhen. Das umfasst etwa, bekannte faktische Ungleichstellung in den vorgelagerten Ebenen (Ausbildung, typischer Kandidatenkreis, Besetzung der niedrigeren Hierarchien) durch geeignete Ausschreibungskriterien zu kompensieren oder das Erwünschtsein weiblicher Kandidaten ausdrücklich zu erwähnen.
Im Jahr 2013 hat das Europäische Parlament, einem Vorschlag der Europäischen Kommission folgend, eine EU-weit einheitliche 40-Prozent-Quote für Frauen in Aufsichtsräten, und 33 % in Aufsichtsräten und Vorständen börsennotierter Unternehmen beschlossen. Dieser Beschluss soll bis 2026 umgesetzt werden.

#### Deutschland
1980 erstritten die Mitarbeiterinnen der taz eine erste Frauenquote für einen deutschen Wirtschaftsbetrieb (52 % aller Planstellen in jedem Bereich). Zuvor waren die Mitarbeiterinnen in einen Streik getreten und drückten ihren Protest gegen immer wieder in ihrer Zeitung veröffentlichte sexistische Artikel aus, indem sie während einer Redaktionskonferenz ihre Brüste entblößten.
Ein Gleichstellungsgesetz für die private Wirtschaft – ein Ziel der früheren Bundesministerin Christine Bergmann – scheiterte u. a. am Widerstand der Unternehmerverbände. Stattdessen wurde 2001 eine freiwillige Vereinbarung zwischen Wirtschaft und Bundesregierung geschlossen, die allerdings meist nur zögerlich umgesetzt wurde. Im Jahr 2008 wurden daher in der Nürnberger Resolution Frauenquoten in der Privatwirtschaft gefordert. Die Deutsche Telekom kündigte im März 2010 an, dass bis Ende 2015 im mittleren und oberen Management 30 % aller Positionen von Frauen besetzt sein sollten.
Die damalige Bundesfamilienministerin Kristina Schröder (CDU) drohte im Juni 2010 mit der Einführung einer Frauenquote, wenn bis 2015 nicht 20 % der Dax-Vorstände weiblich besetzt sein sollten. Unmittelbare Maßnahmen wollte dagegen die damalige Arbeitsministerin Ursula von der Leyen ergreifen und schlug Anfang 2011 eine verbindliche Quote von 30 % für Aufsichtsräte und Vorstände vor; Bundeskanzlerin Angela Merkel lehnte diese jedoch ab.
Mehrere Unternehmen – so E.ON, BMW, Daimler und Bosch – kündigten zwischenzeitlich jeweils eine Erhöhung des Anteils weiblicher Führungskräfte auf Anteile zwischen 15 und 22 % an. Weitere 14 Unternehmen mit Sitz in Deutschland, darunter KPMG, Siemens, BSH und die Allianz, unterzeichneten im Mai 2010 eine Selbstverpflichtungserklärung in München zu mehr Frauen in Führungspositionen (Münchner Memorandum für Frauen in Führung).
Am 2. Dezember 2011 lehnte der Bundestag zwei Anträge der SPD und der Partei Bündnis 90/Die Grünen zur Regelung des Frauenanteils in Aufsichtsräten und Vorständen ab. Der Rechtsausschuss des deutschen Bundestages hatte zuvor die Ablehnung der Anträge empfohlen. Mitte Dezember 2011 schlossen sich Bundestagsabgeordnete aller Parteien sowie Personen aus Wirtschaft und Verbänden zusammen, um in einer „Berliner Erklärung“ genannten Petition mindestens 30 % Frauen in den Aufsichtsräten zu fordern.
Die Große Koalition vereinbarte 2014 in den Koalitionsverhandlungen die Einführung einer Frauenquote für Aufsichtsräte. Mit Bundestagsbeschluss vom 6. März 2015 wurden große Unternehmen in Deutschland verpflichtet, Aufsichtsräte mindestens mit 30 % Frauen zu besetzen. Effektiv gilt die vorgegebene 30-Prozent-Quote für 108 börsennotierte und voll mitbestimmungspflichtige Unternehmen (mit mehr als 2000 Mitarbeitern), für weitere etwa 3500 Unternehmen gilt die Pflicht, sich eine beliebige Zielvorgabe zu setzen. Das Gesetz für die gleichberechtigte Teilhabe von Frauen und Männern an Führungspositionen trat am 1. Januar 2016 in Kraft. Das Gesetz schreibt vor, dass der Anteil keines Geschlechts in den betroffenen Gremien unter 30 % sinken darf. Es stellt somit keine reine Frauenquote, sondern eine Geschlechterquote dar.
Am 20. November 2020 einigten sich Vertreter der Regierungskoalition auf eine Frauenquote in Vorständen: Bei börsennotierten und paritätisch mitbestimmten Unternehmen mit mehr als drei Mitgliedern soll zukünftig mindestens ein Mitglied eine Frau sein, bei Unternehmen mit Mehrheitsbeteiligung des Bundes, Körperschaften des öffentlichen Rechts (z. B. Krankenkassen), Renten- und Unfallversicherungsträgern sowie der Bundesagentur für Arbeit wurde eine Mindestbeteiligung vereinbart. Am 6. Januar 2021 hat die Bundesregierung dementsprechend das Zweite Führungspositionen-Gesetz (FüPoG II) beschlossen. Der Bundestag stimmte dem am 11. Juni 2021 in einer vom Familienausschuss geänderten Fassung zu. Die Änderungen wurden am 11. August 2021 im Bundesgesetzblatt verkündet.
In Aufsichtsräten der im DAX vertretenen Unternehmen beträgt der Frauenanteil 35,4 % (2022, s. a. Liste der Frauen in den Aufsichtsräten der DAX-Unternehmen). Der Frauenanteil im Vorstand von Unternehmen die im DAX, MDAX oder SDAX gelistete sind, betrug im Jahr 2023 hingegen 15,8 %. Nach Zahlen des Statistischen Bundesamts lag der Anteil von Frauen in Führungspositionen in der deutschen Wirtschaft im Jahr 2022 bei 28,9 %. Deutschland liegt damit EU-weit auf Rang 21.
Bei der Besetzung des Aufsichtsrats bei börsennotierten Unternehmen müssen unter Umständen zusätzlich Mitbestimmungsregeln beachtet werden. Aufsichtsräte werden zunächst einmal über eine Quote der Entsender (Anteilseigner/Arbeitnehmer) bestimmt. Hinzu kommt noch eine Frauenquote. Um Konflikte aufzulösen, hat der Gesetzgeber im „Gesetz für die gleichberechtigte Teilhabe von Frauen und Männern an Führungspositionen in der Privatwirtschaft und im öffentlichen Dienst“ geregelt, dass Sitze der Arbeitgeberseite frei bleiben, wenn diese bei Neubenennungen die Frauenquote nicht einhält.

#### Österreich
Österreich hat die Grundlagen für die Frauenquote im Bundes-Verfassungsgesetz niedergelegt, das in Artikel 7(2) besagt:
 Maßnahmen zur Förderung der faktischen Gleichstellung von Frauen und Männern insbesondere durch Beseitigung tatsächlich bestehender Ungleichheiten sind zulässig.
Verankert ist die Quotenregelung bisher nur im öffentlichen Dienst, namentlich im Bundes-Gleichbehandlungsgesetz (B-GlBG) und in den Landes-Gleichbehandlungsgesetzen und Antidiskriminierungsgesetzen. Die Frauenquote für den öffentlichen Dienst ist 1993 eingeführt worden und wurde Anfang 2010 von 40 % auf 45 % sowie Anfang 2012 auf 50 % erhöht.
Für das allgemeine öffentliche Leben, insbesondere die Arbeitswelt, die mit dem Bundesgesetz über die Gleichbehandlung (GlBG) erfasst wird, ist eine solche Maßnahme nicht vorgesehen. Hier ist – konform mit den EU-Richtlinien – eine streng diskriminierungsfreie Ausschreibung von Stellen gefordert.
2018 beschloss der österreichische Nationalrat, dass jedes börsennotierte Unternehmen mit mehr als 1.000 Mitarbeitern unter bestimmten Bedingungen eine Frauenquote von 30 % in den Gremien einhalten muss.

#### Schweiz
Die Schweiz kennt seit 2020 eine gesetzliche Quote für an der Börse kotierte Aktiengesellschaften. In der Geschäftsleitung soll ab 2030 mindestens 20 %, in den Verwaltungsräten ab 2026 mindestens 30 % des untervertretenen Geschlechts vertreten sein. Allerdings folgen bei Nichteinhaltung keine Sanktionen. Die Unternehmen haben im Vergütungsbericht lediglich die Begründungen für die Untervertretung sowie Maßnahmen zur Förderung des untervertretenen Geschlechts darzulegen.
Da das Handelsregister kostenfrei öffentlich zugänglich ist, kann man die Entwicklung auf der Eigentümer- und Geschäftsleitungsebene gut nachvollziehen. Der Anteil der weiblichen Firmengründer stieg von 15 % im Jahr 2000 auf 27 % im Jahr 2010. In den Unternehmen bis 250 Mitarbeitern liegt der Frauenanteil mittlerweile bei 40 %, bei größeren Unternehmen ist er erst auf 13 % gestiegen. In der Schweizer Regierung, dem Bundesrat, ist der Anteil auf über 50 % gewachsen, auch in anderen politischen Gremien steigt der Anteil ständig.
Der Schweizer Bundesrat und die Bundesverwaltung kennen neben Geschlechterquoten auch Quoten für die Sprachgruppen der Schweiz. Stellenanzeigen der Bundesverwaltung tragen folgenden Zusatz:
Bewerberinnen und Bewerber jeder Landessprache haben beim Bund die gleichen Chancen. In der Regel sind gute Kenntnisse mindestens einer zweiten Amtssprache erforderlich.
Bewerbungen von Frauen sind beim Bund besonders erwünscht.
Bei gleichen Qualifikationen sollte dem Bewerber oder der Bewerberin den Vorrang gegeben werden, deren Zugehörigkeitsgruppe (Geschlecht, Landessprache) im Vergleich zum Anteil an der Gesamtbevölkerung im entsprechenden Bereich unterrepräsentiert ist.

#### Norwegen
In Norwegen hat die Regierung im Dezember 2003 eine Frauenquote von mindestens 40 % für Sitze in allen Verwaltungsräten der 600 börsennotierten Unternehmen beschlossen. Diese sollte bis zum 1. September 2005 umgesetzt werden, sonst erfolgten Zwangsmittel. Der Anteil der Frauen betrug im Jahre 2003 7 % gegenüber 3 % in deutschen Unternehmen.
Die Diskussion um die stark unterrepräsentierten Frauen in den Verwaltungsräten von großen Firmen hat seit der Einführung der Quote in Norwegen stark zugenommen. Evaluationen zeigen, dass der Frauenanteil in den norwegischen Verwaltungsräten heute 39 % beträgt. Die Vorwürfe, dass nun einige wenige Frauen in vielen Verwaltungsräten sitzen sowie dass das Qualifikationsniveau durch die Quote gesenkt wurde, konnten bisher weder eindeutig bewiesen noch widerlegt werden. Einige Firmen, die die Quote nicht erfüllen konnten oder wollten, änderten ihre Rechtsform und haben nach Erlass des Gesetzes die Börse verlassen. Mai-Lill Ibsen, die zeitweise in mehr als 185 Aufsichtsräten gleichzeitig vertreten war, hält Quoten dennoch in bestimmter Hinsicht für diskriminierend und meint: „Ich bin gegen Quoten. […] Wir [Frauen] sind so stark, dass wir das nicht brauchen.“
Nach Einführung der norwegischen Quote sanken die Bewertungen der betroffenen Unternehmen erheblich. Eine Untersuchung des Bonner Instituts zur Zukunft der Arbeit (IZA) aus dem Jahr 2014 ergab, dass die Quote in Norwegen für weibliche Beschäftigte unterhalb der Führungsebene weder nennenswerte Karriere- noch Einkommensvorteile gebracht hat. Durch die Quote seien zwar die männlich geprägten Strukturen in den Unternehmen aufgebrochen worden, die Situation von hochqualifizierten Frauen in der Wirtschaft habe sich jedoch insgesamt nur wenig verändert.

#### Großbritannien
In England vertritt insbesondere der von Helena Morrissey gegründete Club 30 % engagiert Frauenquoten. Ziel ist eine Frauenquote in der Führungsetage der FTSE-100 Konzerne von 30 %. Beim Start des Clubs 2010 betrug die Quote 12,5 %, mittlerweile 15 %, bis Ende 2012 sollen es 20 % sein, 2015 30 %. Morrisey hält nichts von einer gesetzlichen Quote, sondern bevorzugt es, Männer einzubinden und Firmen zu überzeugen, freiwillig mehr Frauen in der Führungsspitze zu verpflichten. Das Gegenargument, dass es an Talenten mangle, lässt Morrissey nicht gelten, da nur 100 bis 150 weitere Frauen nötig seien, um die 30 % zu erreichen.

#### Andere Länder
Dänemark hat 2000 ein Gesetz verabschiedet, das Firmen mit staatlicher Mehrheitsbeteiligung zu einer ausgeglicheneren Geschlechterrepräsentanz verpflichtet.
In Spanien wurde 2007 ein – noch sanktionenloses – Gesetz verabschiedet, das Firmen mit mehr als 250 Angestellten verpflichtet, 40 % Frauen im Verwaltungsrat zu haben. Die Übergangsfrist dauert noch bis 2015. Jährliche Maßnahmenpläne müssen eingereicht werden. Firmen mit ausgeglichenem Geschlechterverhältnis werden bei der Vergabe öffentlicher Verträge bevorzugt.
In den Niederlanden wurde eine Quote von 30 % für Aufsichtsräte und Vorstände aller Unternehmen mit mehr als 250 Mitarbeitern eingeführt, die bis 2016 erreicht werden soll; jedoch sind bei Verstößen keine Sanktionen vorgesehen.
Belgien änderte am 28. Juli 2011 sein Unternehmensgesetz. Demnach muss das unterrepräsentierte Geschlecht mit mindestens einem Drittel in den Vorständen börsennotierter und öffentlicher Unternehmen vertreten sein. Das Gesetz gilt seit 1. Januar 2012, sieht aber Übergangsfristen von fünf Jahren für große bzw. von acht Jahren für kleine und mittelständische Unternehmen vor. Bei Nichteinhaltung der Quote werden finanzielle oder sonstige Vorteile für alle Vorstandsmitglieder ausgesetzt.
In Italien gilt seit dem 12. August 2012 für börsennotierte und öffentliche Unternehmen eine gesetzliche Frauenquote von 20 % bzw. ab 2015 von 30 % in den Aufsichtsräten. Die Einhaltung der Quote kontrolliert die Börsenaufsichtsbehörde Consob bzw. das Ministerium für Gleichberechtigung. Im Falle der Nichteinhaltung drohen Sanktionen in Form von Geldstrafen bis zur Auflösung des betroffenen Aufsichtsrats.

### Im öffentlichen Dienst

#### Deutschland
Im Gleichstellungsgesetz für den öffentlichen Dienst (Bundesgleichstellungsgesetz) ist eine relative Quotenregelung enthalten. Seitdem werden Stellen im öffentlichen Dienst mit dem Zusatz versehen, dass bei gleicher Qualifikation Bewerberinnen bevorzugt werden.
Über die Zulässigkeit von Quoten im öffentlichen Dienst in Deutschland hat der Europäische Gerichtshof in drei Verfahren entschieden und dabei wesentliche Kriterien festgesetzt. Das Urteil des EuGH Rs. Kalanke 1995 befasst sich mit zwei Vorlagefragen des Bundesarbeitsgerichtes, die die Regelung einer leistungsbezogenen Quote in § 4 Landesgleichstellungsgesetz Bremen betrafen. Der EuGH urteilte, dass Art. 2 Abs. 1 und 4 der Richtlinie 76/207/EWG einer nationalen Regelung entgegenstehe, nach der bei gleicher Qualifikation von Bewerbern unterschiedlichen Geschlechts für Bereiche, in denen Frauen unterrepräsentiert sind, den weiblichen Bewerbern automatisch der Vorrang eingeräumt werde. Ein automatischer Vorrang der Frauen bewirke eine Diskriminierung der Männer im Sinne des Art. 2 Abs. 1 der Richtlinie. In einem weiteren Urteil (Rs. Marschall) 1997 revidierte der EuGH die aufgestellten Prinzipien teilweise.

### In Kultur und Medien

#### Deutschland
Auch in anderen Bereichen als Politik, öffentlicher Dienst und Wirtschaft werden bisweilen Frauenquoten gefordert. Der Verein Pro Quote Medien fordert eine 30%ige Frauenquote für Führungspositionen auf allen Hierarchiestufen in den Redaktionen von Printmedien, die innerhalb einiger Jahre verwirklicht werden soll.
Der Verein Pro Quote Medizin ist ein Verband von Ärzten und Medizinwissenschaftlern. Der Verein fordert seit März 2013 eine feste Frauen-Quote von 40 % auf allen Führungspositionen im Medizinsektor bis 2018.
Der Verein ProQuote Regie fordert binnen zehn Jahren eine 50%ige Frauenquote für die Vergabe von Regieaufträgen im Fernseh- und Filmbereich. Überdies sollen Entscheidungsgremien im Bereich der Filmförderung paritätisch besetzt werden.
Das Berliner Theatertreffen gab im April 2019 bekannt, dass zumindest in den Jahren 2020 und 2021 „mindestens die Hälfte der zehn ausgesuchten Stücke von Regisseurinnen stammen“ solle.

## Frauenquote und Unternehmensperformance

### Hypothesen
Zum Zusammenhang zwischen Unternehmensperformance und gesetzlichen Frauenquoten gibt es mehrere Hypothesen:
- Geht man von der Annahme aus, dass sich Führungskräfte bei der Zusammensetzung von Verwaltungsräten strikt am Unternehmensinteresse orientieren und dieses Unternehmensinteresse in einer Maximierung des Unternehmenswerts besteht, dann könnten gesetzliche Restriktionen hinsichtlich der Personalauswahl zu einer Verringerung des Unternehmenswerts führen. Mögliche Agency-Konflikte bzw. Agency-Kosten werden bei dieser Hypothese ausgeklammert.
- Im Rahmen der sog. Captured-Board-Hypothese wird im Sinne der Agency-Theorie davon ausgegangen, dass Mitglieder von Verwaltungsräten ganz oder teilweise an einer persönlichen Nutzenmaximierung interessiert sind, die zulasten der Interessen der Eigentümer gehen kann. Sofern die zwangsweise Bestellung weiblicher Board-Mitglieder den Einfluss des Board-Vorsitzenden verringert, kann eine gesetzliche Frauenquote dann zu einer Unternehmenswertsteigerung führen.
- Eine dritte Hypothese geht davon aus, dass Geschlechterdiversität per se einen positiven Einfluss auf die Corporate Governance hat. Die Erhöhung des Frauenanteils in Verwaltungsräten, die vorher eine geringe Diversität aufwiesen, könnte unter dieser Annahme zu einer Unternehmenswertsteigerung führen.
- Eine weitere Hypothese geht schließlich davon aus, dass Verwaltungsräte reines „window-dressing“ sind und keinen signifikanten Einfluss auf die Unternehmensperformance haben. Auch der Frauenanteil hätte somit keinen Einfluss auf den Unternehmenswert.

### Empirische Ergebnisse

#### Studien, die einen positiven Zusammenhang zeigen
Adler (2001) misst den Zusammenhang zwischen Umsatzrendite, Eigenkapitalrendite und Gesamtkapitalrendite und dem Frauenanteil in den Boards von Fortune-500-Unternehmen. Firmen mit einem überdurchschnittlich hohen Frauenanteil outperformen ihren jeweiligen Branchen-Median bei allen drei Kennzahlen. Dieser Studie zufolge besteht somit ein positiver Zusammenhang zwischen Frauenanteil in den Boards und Unternehmensperformance.
In einer 2004 veröffentlichten Studie über 353 Fortune-500-Unternehmen erzielten die Firmen mit dem höchsten Frauenanteil in den Boards durchschnittlich höhere Werte für die Kennzahlen Return on Equity (Eigenkapitalrentabilität) und Total Shareholder Return (Aktienrendite) als die Firmen mit den niedrigsten Frauenanteilen. Auch hier wurde also ein positiver Zusammenhang zwischen Frauenanteil und Performance festgestellt.
Eine im Jahr 2007 veröffentlichte finnische Studie ergab, dass finnische Firmen, die von weiblichen CEOs geführt werden bzw. die mehrheitlich von Frauen geführt waren, profitabler waren als von männlichen CEOs bzw. mehrheitlich von Männern geführte Unternehmen.
Eine im Jahr 2006 veröffentlichte Kapitalmarktstudie über 2500 dänische Firmen kommt zu dem Ergebnis, dass die Anzahl von Frauen in Führungspositionen positiv mit der Unternehmensperformance korreliert.
Thomas Schmid von der Technischen Universität München und Daniel Urban von der Hong Kong University war aufgefallen, dass Studien oft nur die Performance von Unternehmen mit hohem Frauenanteil in Führungsgremien mit der von Unternehmen mit niedrigem Frauenanteil verglichen, dabei aber nicht sagen konnten, ob der hohe Frauenanteil die Ursache des Erfolgs war; denn möglicherweise berufen ja gerade ohnehin schon erfolgreiche Unternehmen mehr Frauen in Führungspositionen, sodass Ursache und Wirkung verschwimmen. Daher wählten die Wissenschaftler einen anderen methodischen Weg. Sie untersuchten in einer 2013 publizierten Studie an 1500 Fällen aus verschiedenen Ländern, wie die Kapitalmärkte auf den plötzlichen Tod von weiblichen und männlichen Führungskräften von börsennotierten Unternehmen reagierten, für die keine gesetzliche Beteiligung einer bestimmten Zahl von Frauen an der Unternehmensführung bestand.
Wenn eine Frau starb, so reagierten die Märkte negativ. Die Anleger erwarteten einen Vermögensverlust; beim Tod eines Mannes war der Effekt nicht so deutlich. Auffallend stark war die negative Reaktion beim Tod von Frauen, die ihren Posten nur unter Schwierigkeiten hatten bekommen können. Die Autoren sehen dies als Beleg dafür, dass Frauen den Firmenwert erhöhen, nehmen davon aber die Fälle aus, in denen Unternehmen zur Erhöhung des Frauenanteils in Führungspositionen verpflichtet sind. Die Ergebnisse legten nahe, dass nicht Frauen in Führungspositionen an sich schon zu einem höheren Unternehmenswert führten, sondern die Tatsache, dass diese auf dem Weg zu ihrer Position einen schwierigeren Weg zurückgelegt hatten als Männer.

#### Studien, die einen negativen Zusammenhang zeigen
Eine im Jahr 2012 veröffentlichte Kapitalmarktstudie zur Entwicklung der Performance norwegischer Unternehmen nach der Einführung der gesetzlichen Frauenquote (s. o.) ergab, dass der Wert der betroffenen Unternehmen, repräsentiert durch die Kennzahl Tobin's Q, substanziell gesunken war.
Adams/Ferreira stellen in einer Studie über US-amerikanische Firmen fest, dass die Variable „Gender Diversity“ einen negativen Effekt auf die Unternehmensperformance hat, obwohl ein positiver Einfluss auf abhängige Variable wie „Anwesenheit“ und „Monitoring“ gemessen wurde. Die Autoren schlussfolgern, dass Frauenquoten zumindest bei gut geführten Unternehmen zu einer Verschlechterung der Performance führen können.
In einer Studie über 20.487 schwedische Firmen für die Jahre 1997–2005 wurde ein negativer Zusammenhang zwischen Geschlechterdiversität und Gesamtkapitalrentabilität (return on total assets) festgestellt.
Eine Studie über dänische Firmen mit mehr als 50 Angestellten fand einen negativen Zusammenhang zwischen dem Frauenanteil in der Unternehmensführung und der Eigenkapitalrentabilität. Auch die Volatilität der Renditen korreliert negativ mit dem Frauenanteil, woraus die Autoren den Schluss ziehen, dass weibliche Führungskräfte risikoaverser sind als männliche Führungskräfte. Die geringere Risikoneigung könnte eine Erklärung für die schlechtere Performance sein.
In einer Studie über deutsche Unternehmen für das Jahr 2008 findet Laible einen leicht, jedoch signifikant negativen Zusammenhang zwischen dem Frauenanteil im Topmanagement und den Kennzahlen Umsatz, Pro-Kopf-Umsatz und Wertschöpfung.
Matsa/Miller (2013) stellen für die von der Quotengesetzgebung betroffenen norwegischen Firmen einen negativen Effekt auf kurzfristige Renditen fest. In den betroffenen Firmen werden im Vergleich zu den nicht von der Quotenregelung betroffenen Unternehmen in geringerem Maße Personalfreisetzungen vorgenommen, mit entsprechenden negativen Folgen für die Personalkosten. Es werden keine Aussagen über die langfristige Performance getroffen.

#### Studien, die keinen signifikanten Zusammenhang zeigen
In einer Studie über S&P-500-Firmen für die Jahre 1998–2002 konnte kein signifikanter Zusammenhang zwischen Geschlechterdiversität und Unternehmensperformance gefunden werden.

#### Übersichtsarbeit
In einer Übersichtsarbeit, die 26 andere Studien zusammenfasste kamen 9 der untersuchten Studien zu dem Ergebnis ein höherer Frauenanteil wirke sich positiv auf relevante wirtschaftliche Kennzahlen aus, drei Studien ergaben, dass dieser sich negativ auswirke. Die Metastudie kommt zu dem Schluss, dass man nicht von einem kausalen Zusammenhang sprechen kann und es auf verschiedene Faktoren ankommt.
Ein positiver Zusammenhang entsteht wenn z. B. ein hoher Frauenanteil in der Belegschaft vorhanden ist, der Geschäftsfokus auf Privatkunden liegt und/oder der strategische Fokus auf Innovationsintensität liegt.
Ein negativer Zusammenhang konnte bei Unternehmen ausgemacht werden, die eine starke Adhokratie Kultur haben.

## Kontroversen
Die Verpflichtung zu Frauenquoten ist Gegenstand einer kontroversen Diskussion. Diskutiert werden unter anderem folgende Aspekte:

### Kosten-Nutzen-Überlegungen
Die Quote wird mit dem Ziel eingeführt, dass sie zeitlich beschränkt die Anzahl der Frauen im Gremium erhöhen soll, in der Hoffnung, dass dies die langfristige Besetzung durch die einmalige Durchbrechung einer stabilen Struktur verändern wird. Es ist unklar, wie groß Kosten und Nutzen sind, die für Unternehmen entstehen, wenn sie innerhalb einer Übergangsfrist, typischerweise einige Jahre, die Anzahl von Frauen in Aufsichtsräten erhöhen.
Der Gender-Gap Report des Weltwirtschaftsforum definiert weitere Kriterien zur Beurteilung von Kosten und Nutzen der Quote. In seinem Gender Gap Index untersucht der seit 2006 weltweit den Gender-Gap, z. B. für den Unterschied zwischen den Geschlechtergruppen. Im Report von 2010 werden 200 Länder ausführlich behandelt. Nach ihm gilt es, bei der Abwägung der Vor- und Nachteile einer Frauenquote zwischen kurz- und langfristigen Kosten und Effekten zu unterscheiden. Außerdem hängt die Evaluierung eines Politikinstruments davon ab, welche Kriterien angelegt werden: Soziale Gerechtigkeit, Kosteneffizienz, Effektivität durch die Erhöhung des Frauenanteils. Je nach Kriterien und Gewichtung derselben werden alternative Politikinstrumente wie Mentoring, Netzwerkbildung und Datenbanken für qualifizierte Kandidatinnen bevorzugt oder abgelehnt.

### Quote und Gerechtigkeit
Befürworter einer Frauenquote begründen diese primär mit dem Argument, die niedrige Repräsentanz von Frauen in dem betreffenden Amt oder Mandat sei eine Folge geschlechtsbezogener Diskriminierung, die durch die Quote gemildert oder aufgehoben würde. Gegner befürchten mit der Einführung von Frauenquoten eine Diskriminierung der Männer, sofern die angestrebte Frauenquote höher liegt als der Frauenanteil in dem entsprechenden Arbeits- oder Politikbereich.
So sind etwa nur 13,9 % der weltweiten Belegschaft des Automobilherstellers Daimler AG weiblich, bei einer Frauenquote von 40 % für Führungspositionen hätten Frauen bei gleicher Qualifikation nur durch ihr Geschlecht im Vergleich zu ihren männlichen Kollegen massiv erhöhte Beförderungschancen. Von Kritikern wird daher häufig angeführt, dass eine Frauenquote dazu führe, dass Männer aufgrund ihres Geschlechts institutionell benachteiligt würden.
Die Frauenquote der Grünen sieht einen Frauenanteil unter ihren Mandats- und Amtsträgern von mindestens 50 % vor. Der Anteil weiblicher Parteimitglieder liegt aber nur bei 37,2 %. Sie argumentieren jedoch mit der Gesamtbevölkerung, in der Frauen, auf Grund höherer Lebenserwartung, in der Mehrheit sind.
Von Kritikern der Frauenquote wird angeführt, diese würde genau das fördern, was durch sie eigentlich verhindert werden soll – nämlich Sexismus. Letztendlich stelle eine Quote nichts anderes dar als eine Diskriminierung von Frauen, da davon ausgegangen würde, eine Person sei allein aufgrund ihres Geschlechtes nicht gleichermaßen fähig, sich selbst in bessere Positionen hochzuarbeiten. Die Tatsache, dass in einem entsprechenden Gesetz überhaupt zwischen den Geschlechtern unterschieden werden würde, sei ein Verstoß gegen den Nichtdiskriminierungs-Grundsatz aus Artikel 3 GG und somit verfassungswidrig. Aus demselben Grund seien bspw. auch Modelle für proportionale Quotenregelungen für ethnischen Minderheiten unzulässig. Es wird argumentiert, in einer emanzipierten Gesellschaft dürfe es – auch in Gesetzen – ebenso keine Rolle mehr spielen, welchem Geschlecht man angehört, wie z. B. die Hautfarbe einer Person.
Kritiker einer institutionalisierten Frauenquote bemängeln, dass die gegenwärtige Diskussion zwar unter dem Gerechtigkeitspostulat einer Gleichstellung geführt wird, letztendlich aber nur den Frauenanteil in den sehr wenigen Spitzenpositionen der Wirtschaft thematisiert. Ginge es allein um den gesellschaftlichen Ordnungsaspekt einer „Gleichstellung“, wäre auch der Blick in andere Bereiche der Berufswelt vonnöten. Eine Quote bei Jobs bei der Müllabfuhr, der Kanalreinigung oder der Entsorgung von Gefahrgütern hätte aber noch keine Frauenpolitikerin gefordert. Walter Hollstein, Professor für politische Soziologie, bezeichnet die Diskussion um eine Quotenregelung deshalb als unredlich und als „Geschlechterkampf pur um Macht“.

### Aus feministischer Sicht
Die schnelle Umsetzung von Frauenquoten für politische Ämter (in 2008 in mehr als 50 Ländern) weckte Zweifel daran, ob diese für die feministischen Ziele der Frauenbewegung einen Fortschritt bedeuten. Frauenquoten in der Politik wurden vielfach als Strategie innerhalb eines sich ausbreitenden Neoliberalismus gesehen, vermeintlich auf die Anliegen der Frauenbewegung zu reagieren, dabei jedoch Eingriffe in die Wirtschaft zu unterlassen und das Engagement für tiefere sozioökonomische bzw. soziale Veränderungen zu schwächen. Tatsächlich konnte in einigen Ländern ein Rückgang des feministischen Engagements nach Einführung von Frauenquoten in der Politik beobachtet werden. Dem wird entgegengehalten, dass es in anderen Ländern auch zu einer Stärkung feministischer Organisationen kam.
Die feministische Soziologin Tina Sanders kritisierte die Fixierung liberaler Feministen auf die Frauenquote für Unternehmensführungskräfte als Instrument zur Gleichstellung. Unternehmen würden diese nur deshalb einführen, da „diverse“ Führungsteams eine höhere Produktivität erreichten würden. Wirkliche Kosten entstünden für die Unternehmen dabei nicht. Die zunehmende Ausbeutung aber und die sich zuspitzenden Klassenunterschiede würden dadurch nicht behoben. Im Gegenteil würde Frauen aus der Arbeiterklasse bloß „die Idee des Selfmademan, der sich hoch arbeitet oder sich mit einer Vision selbstständig macht“ nahegelegt und ihnen suggeriert, „dass auch sie eines Tages BMW-Erbin Susanne Klatten als reichste Frau Deutschlands ablösen können“.
Ebenso setzt sich Franziska Heinisch im Jacobin kritisch mit der Forderung nach einer Frauenquote für Unternehmensführungskräfte innerhalb des feministischen und linken Diskurses auseinander. Sie bezeichnet entsprechende Forderungen als „Feminismus von oben“ und als „Trickle-down-Feminismus“, angelehnt an die von Kapitalismusbefürwortern vertretene Trickle-down-Theorie. Es sei jedoch ein „Märchen“, dass der Erfolg von Frauen der oberen Schichten auch allen anderen zugute komme. „Der Trickle-down-Feminismus hilft ausschließlich dem obersten 1 Prozent und geht zulasten der 99 Prozent.“ Stattdessen müsse die „Macht in Unternehmen grundlegend anders verteilt [werden]“. Frauenquoten „in Parlamenten, in Wissenschaft und Kultur oder auch in eigenen politischen Gruppen“ könnten Teil feministischer Kämpfe sein. Doch in erster Linie müsse es um die Klassenfrage und unternehmerische Ausbeutung gehen.

### Quote und Qualifikation
Ein zentraler Diskussionspunkt ist der Konflikt der Forderung nach der Auswahl von Personal ausschließlich nach der Qualifikation oder nach zusätzlichen Kriterien (wie im Falle der Frauenquote das Geschlecht). Hier spielt einerseits wiederum die Frage nach Gerechtigkeit eine Rolle, andererseits wird die Sorge geäußert, die Leistungsfähigkeit des Gremiums oder des Amtes könne leiden, wenn (formal) niedriger qualifizierte Bewerberinnen aufgrund der Quote (formal) höher qualifizierten Männern vorgezogen würden. Eine Untersuchung zeigt jedoch, dass die Frauen, die aufgrund der norwegischen Frauenquote von 40 % in die Verwaltungsräte aufgenommen wurden, durchschnittlich (formal) höhere Qualifikationen haben als ihre männlichen Kollegen. Aufgrund theoretisch erreichter Gleichstellung von Frauen und Männern dürfte dies kein Argument für eine Frauenquote sein, da ohne sie jeder Bewerber und jede Bewerberin eigentlich ihrer Qualifikation gemäß eingestellt werden müsste.

### Anreiz zu weiteren Quotenregelungen
Aus universalistischer Perspektive wurde an der Frauenquote kritisiert, dass die unter #Gründe genannten Gründe grundsätzlich auch für Quotenregelungen zu Gunsten anderer benachteiligter Gruppen gelten würden und eine Frauenquote daher zu weiteren Quotenforderungen von Gruppen (zum Beispiel nach Klasse, Alter, Ethnie oder „Rasse“) führe. Mit dieser Begründung sprach sich etwa die Philosophin Élisabeth Badinter in den 1990er-Jahren gegen die Forderung einer Parität aus. Allerdings zeigte sich in der Praxis, dass Diskussionen um Frauenquoten in der Regel nicht zur Forderung nach weiteren Quoten führten.

### Quote und Vertragsfreiheit/Eigentumsrecht
Ein weiteres Argument gegen die Frauenquote besteht darin, dass es eine Einschränkung der Vertragsfreiheit und des Eigentumsrechtes der Unternehmenseigentümer darstelle, wenn Frauenquoten per Gesetz auch für private Organisationen eingeführt werden. Es werde die Wahlfreiheit der Hauptversammlung bei der Besetzung von Verwaltungsräten beschnitten.
Der Bundesverband der Deutschen Industrie erhebt verfassungsrechtliche Bedenken gegen die Frauenquote im privaten Sektor aufgrund der mit dieser verbundenen Einschränkung der unternehmerischen Freiheit.

### Ungleicher Zugang zu Quotenplätzen
Jan D. Lüttringhaus kritisiert, dass von einer Frauenquote nur bereits privilegierte Frauen profitieren würden. Besonders Frauen, die sich für Kinder entscheiden, seien nach wie vor strukturell benachteiligt und würden nicht von einer Quote profitieren. Er resümiert: „Gerade den Frauen, die Karriere und Familie vereinbaren wollen, dürfte ein Ausbau der Kinderbetreuungsangebote wesentlich mehr nützen als jede Quote.“
Die Soziologin Hilke Brockmann hat sich mit Frauenquoten und der Unterrepräsentation von Müttern in der Politik und im Berufsleben auseinandergesetzt. Nach einem von ihr durchgeführten Vergleich von Legislaturperioden vor und nach der Einführung von Frauenquoten in politischen Parteien seien Frauen mittlerweile zwar insgesamt stärker vertreten, Mütter blieben dabei aber weiterhin unterrepräsentiert. In der CDU/CSU und der FDP sei der Anteil der Mütter an den Parlamentariern im Vergleichszeitraum sogar gesunken.

## Quotenfrau
Der negativ besetzte Begriff Quotenfrau soll ausdrücken, dass Frauen lediglich aufgrund einer bestimmten formalen Quotenforderung und nicht aufgrund ihrer Qualifikation gewählt bzw. eingestellt worden seien. Dabei wird Quote als Belohnung für Leistungsschwäche beurteilt und abgelehnt. Quotenfrau ist eine verbreitete Klischeevorstellung über Politikerinnen.

### Artikel
- Barbara Steffens: Brauchen wir eine Frauenquote? In: Ifo-Schnelldienst. 63, Nr. 17, 2010, S. 3–15.
- Niels van Quaquebeke, Anja Schmerling: Kognitive Gleichstellung. Wie die bloße Abbildung bekannter weiblicher und männlicher Führungskräfte unser implizites Denken zu Führung beeinflusst. In: Zeitschrift für Arbeits- und Organisationspsychologie. Band 54, 2010, S. 91–104.
- Inga Michler: Die Töchter der Patriarchen: Immer mehr Frauen übernehmen die Leitung von Familienunternehmen. (Titelthema),  In: Welt am Sonntag kompakt. Nr. 44, Sonntag, den 4. November 2018, S. 14–16.